# Macross
Macross (jap. マクロス) – jedna z najpopularniejszych serii anime z gatunków space opera i „mecha” (ogromne roboty). Stworzona przez Shoji Kawamoriego ze Studia Nue, sponsorowana przez Big West Advertising. Macross jest nazwą statków kosmicznych (i równocześnie gigantycznych, transformowalnych mecha), a także samego świata, w którym rozgrywa się kilka serii anime. Powstały również gry video, mangi i powieści osadzone w tych światach, zarówno powtarzające fabułę anime, jak i opowiadające całkowicie odrębne historie. Pierwsza seria Macross była częścią animowanej trylogii, której pozostałymi częściami były serie The Super Dimension Century Orguss (również autorstwa Studio Nue i Artland) i The Super Dimension Cavalry Southern Cross (Tatsunoko Production).
Główne produkcje Macross to:

- Chōjikū Yōsai Macross (oryginalna, 36-odcinkowa seria anime z 1982/1983) – animacja: Artland
- Macross: Do You Remember Love? (film kinowy z 1984) – animacja: Artland
- Macross: Flash Back 2012 (muzyczna OVA z 1987) – animacja: Artland
- Macross II, Lovers Again (4-odcinkowa seria OVA z 1992, usunięta z oryginalnej chronologii, postrzegana jako alternatywny świat[1]) – animacja: AIC
- Macross Plus (4-odcinkowa seria OVA z 1994/1995) – animacja: Triangle Staff
- Macross 7 (49-odcinkowa seria anime z 1994/1995) – animacja: Ashi Productions (obecnie pod nazwą Production Reed)
- Macross 7: Trash (manga wydawana w 1994-2001, historia dziejąca się równolegle do Macross 7) – wydawca: Kadokawa Shoten
- Macross 7 The Movie: The Galaxy Is Calling Me! (film kinowy z 1995) – animacja:  Ashi Productions
- Macross Plus: Movie Edition (filmowa kompilacja serialu OVA – 1995) – animacja: Triangle Staff
- Macross 7: Encore (3-odcinkowa OVA, wątki poboczne wobec telewizyjnego Macross 7 – 1995) – animacja: Ashi Productions
- Macross Dynamite 7 (4-odcinkowa seria OVA z 1997) – animacja: Ashi Productions
- Macross Zero (5-odcinkowa seria OVA z 2002/2004) – animacja: Satelight
- Macross Frontier (25-odcinkowa seria TV z 2008) – animacja: Satelight
- Macross F: Itsuwari no Utahime (film kinowy, będący kompilacją serii TV, z alternatywną historią – 2009). – animacja: Satelight
- Macross Frontier: Sayonara no Tsubasa (film kinowy, sequel obrazu z 2009 – premiera: 26 lutego 2011[2]) – animacja: Satelight
- Macross The Musicalture (musical, wystawiany na stadionie Tokyo Dome z okazji 30-lecia Macrossa, 3-8 października 2012[3])
- Macross FB7 (film kinowy – premiera:  20 października 2012[4]) – animacja: Satelight, Ashi Productions
- Macross 30: Ginga o Tsunagu Utagoe – gra na PS3. Wraz z oryginalną historią i postaciami, pojawia się większość głównych bohaterów dotychczas powstałych serii anime Macross. Data wydania: 28 lutego 2013[5]) – produkcja: Artdink
- Macross Delta (25-odcinkowa seria TV) – premiera: 3 kwietnia 2016 roku[6] – animacja: Satelight
- Niezatytułowana seria telewizyjna Macross – premiera: 2018[7]

W USA pierwsza seria Macross razem z The Super Dimension Cavalry Southern Cross i Genesis Climber Mospeada została zaadaptowana pod nazwą Robotech ze zmienioną fabułą.
Serię Robotech oraz filmy i OVA z serii Macross (Clash of The Bionoids, Do You Remember Love, Macross II itp.) wydało w Polsce na VHS pod koniec lat 90. przedsiębiorstwo Manta. Była to wersja angielska na licencji Kiseki Films. Macross Plus dystrybuowała Planet Manga, także na licencji wersji angielskie. W wersji polskiej ukazały się Robotech II dystrybuowany w latach 90. na VHS przez Video Rondo oraz Macross Plus w 1999 roku i Macross II w 2002 roku emitowany przez Canal+.
Projekty mecha z serii Macross stały się inspiracją dla wczesnych projektów robotów z universum Battletech.